# Monastirákion (ort i Grekland)
Monastirákion (Monastiraki) är en ort i Grekland.   Den ligger i prefekturen Nomós Argolídos och regionen Peloponnesos, i den södra delen av landet, 90 km väster om huvudstaden Aten. Monastirákion ligger 151 meter över havet och antalet invånare är 276.
Terrängen runt Monastirákion är kuperad åt nordväst, men åt sydost är den platt. Runt Monastirákion är det ganska tätbefolkat, med 160 invånare per kvadratkilometer. Närmaste större samhälle är Argos, 8,1 km söder om Monastirákion. 